# شهرداری اراک
شهرداری اراک یک سازمان عمومی غیردولتی است که مسئولیت اداره شهر اراک را بر عهده دارد. بالاترین مقام اجرایی این سازمان شهردار اراک است که توسط شورای شهر اراک انتخاب می‌گردد. بر اساس درجه‌بندی منتشرشده توسط سازمان شهرداری‌ها و دهیاری‌های کشور در سال ۱۴۰۰، درجهٔ شهرداری اراک ۱۱ است.

## تاریخچه
شهرداری اراک در ۱۳ اسفند سال ۱۲۹۸ خورشیدی با عنوان «بلدیه اراک» به ریاست میرزا فضل‌الله خان اصفهانی و معاونت آمیرزا علی خان تهرانی قاجار افتتاح گردید.
در فروردین ۱۳۹۲، با الحاق شهرهای کرهرود و سنجان، شهر اراک به کلان‌شهر تبدیل شد.

## مناطق شهرداری
شهر اراک به ۵ منطقه شهرداری به‌علاوهٔ بافت تاریخی تقسیم شده‌است.

## ساختار سازمانی

### معاونت‌ها
- معاونت مالی و اقتصادی
- معاونت خدمات شهری
- معاونت امور زیربنایی و حمل‌ونقل شهری
- معاونت برنامه‌ریزی و توسعه سرمایه انسانی
- معاونت شهرسازی و معماری

### سازمان‌ها
- سازمان فرهنگی، اجتماعی و ورزشی
- سازمان آتش‌نشانی و خدمات ایمنی
- سازمان عمران و بازآفرینی فضاهای شهری
- سازمان مدیریت آرامستان‌ها
- سازمان سرمایه‌گذاری و مشارکت‌های مردمی
- سازمان سیما، منظر و فضای سبز شهری
- سازمان مدیریت پسماند
- سازمان مدیریت حمل‌ونقل بار و مسافر
- سازمان فناوری اطلاعات و ارتباطات[۵]

## بودجه
بودجهٔ شهرداری اراک توسط شورای اسلامی شهر اراک تصویب می‌شود.
| سال                            | بودجه مصوب | آخرین متمم یا اصلاحیه | منبع        |
| ------------------------------ | ---------- | --------------------- | ----------- |
| ۱۳۹۹                           | ۶۸۰        | ۸۱۶                   | [ ۶ ] [ ۷ ] |
| ۱۴۰۰                           | ۱۱۲۳       | ۱۶۱۶                  | [ ۸ ] [ ۹ ] |
| ۱۴۰۱                           | ۱۹۰۰       |                       | [ ۱۰ ]      |
| ارقام به میلیارد تومان می‌باشد. |            |                       |             |